# 阿奇博纳科尔西
阿奇博纳科尔西（義大利語：Aci Bonaccorsi），是意大利西西里大区卡塔尼亞廣域市的一个市镇。总面积1.7平方公里，人口3099人，人口密度1822.9人/平方公里（2009年）。ISTAT代码为087001。